# Stigmidium fuscatae
Stigmidium fuscatae är en lavart som först beskrevs av Johann Franz Xaver Arnold, och fick sitt nu gällande namn av R. Sant. 1988. Stigmidium fuscatae ingår i släktet Stigmidium och familjen Mycosphaerellaceae.  Arten är reproducerande i Sverige. Inga underarter finns listade i Catalogue of Life.